# Kazimierz Władysław Siesicki
Kazimierz Władysław (Krzysztof) Dowmont Siesicki herbu Bawola Głowa (zm. 26 maja 1691) – marszałek Trybunału Głównego Wielkiego Księstwa Litewskiego w 1676 roku, kuchmistrz wielki litewski w latach 1667–1687, chorąży wiłkomierski od 1659, podstoli wiłkomierski od 1650, członek Rady Konsultacyjnej Litwy Szwedzkiej w latach 1655–1656 z powiatu wiłkomierskiego.
Poseł sejmiku wiłkomierskiego na sejm zwyczajny 1650 roku, sejm zwyczajny 1652 roku, sejm 1659 roku, sejm 1661 roku, sejm 1664/1665 roku.
Był uczestnikiem antyszwedzkiej konfederacji powiatów: wiłkomierskiego, kowieńskiego i upickiego podczas pospolitego ruszenia w Kiejdanach 16 grudnia 1656 roku. Jako poseł na sejm 1659 roku był deputatem na Trybunał Skarbowy Wielkiego Księstwa Litewskiego. Elektor Jana III Sobieskiego z powiatu wiłkomierskiego w 1674 roku.